# Joanna Shimkus
Joanna Shimkus (geboren am 30. Oktober 1943 in Halifax, Nova Scotia, Kanada) ist eine kanadische Schauspielerin.

## Leben
Shimkus war die Tochter des Litauers Joseph Shimkus und der Irin Marie Petrie. Ihr Vater arbeitete bei der Royal Canadian Navy. Sie wuchs in Montréal auf, wo sie die Schule des Klosters Les Sœurs des Saints Noms de Jésus et de Marie besuchte. Im Alter von 19 Jahren ging sie nach Paris, wo sie als Model für die Zeitschrift Elle arbeitete.
Im Jahr 1964 gab sie ihr Filmdebüt in De l'amour von Jean Aurel, danach hatte sie Hauptrollen in drei Filmen von Robert Enrico: Die Abenteurer (1967, neben Alain Delon und Lino Ventura), Tante Zita (1967) und Ho! Die Nummer eins bin ich (1968). In Tante Zita sang sie Lieder von François de Roubaix, mit Sacha Distel nahm sie 1967 das Duett Ces mots stupides, eine französische Version von Somethin’ Stupid, auf. 1968 spielte sie neben Elizabeth Taylor und Richard Burton in Joseph Loseys Brandung.
Eine Krise der Universal Studios führte zur Annullierung ihres nichtexklusiven Vertrags. Danach drehte sie nur noch selten (so z. B. Die Jungfrau und der Zigeuner). Bei den Dreharbeiten zu The Lost Man – Es führt kein Weg zurück lernte sie 1968 ihren Kollegen Sidney Poitier kennen, den sie 1976 heiratete. Mit ihm hat sie zwei Töchter. Nach Das Pariser Appartement (1971), ihrem für lange Zeit letzten Film, gab sie 2010 ein Comeback als Boss in Yard Sale, einem Kurzfilm ihrer Tochter Anika Poitier.

## Filmografie
- 1964: De l’amour
- 1965: Paris gesehen von... (Paris vu par)
- 1965: Les cinq dernières minutes
- 1965: Idoli controluce
- 1966: Qui êtes-vous, Polly Maggoo?
- 1967: Die Abenteurer (Les aventuriers)
- 1968: Tante Zita
- 1968: Brandung (Boom)
- 1968: Ho! Die Nummer eins bin ich (Ho!)
- 1968: La prisonnière
- 1969: The Lost Man – Es führt kein Weg zurück (The Lost Man)
- 1969: Die Eingeladene (L’invitée)
- 1970: The Virgin and the Gypsy
- 1971: The Marriage of a Young Stockbroker
- 1971: A Time for Loving
- 2010: Yard Sale (Kurzfilm)
- 2018: The Force (Fernsehfilm)